# Аньоне
Аньйоне (італ. Agnone) — муніципалітет в Італії, у регіоні Молізе,  провінція Ізернія.
Аньйоне розташоване на відстані близько 160 км на схід від Рима, 36 км на північний захід від Кампобассо, 25 км на північний схід від Ізернії.
Населення — 5125 осіб (2014).
Покровитель — San Cristanziano.

## Демографія
Населення за роками:

Станом на 1 січня 2023 року в муніципалітеті офіційно проживало 205 іноземців з 28 країн, серед них 46 громадян країн Євросоюзу та 11 громадян України.

## Сусідні муніципалітети
- Бельмонте-дель-Санніо
- Капракотта
- Каровіллі
- Кастельверрино
- Кастільйоне-Мессер-Марино
- Песколанчіано
- Пескопеннатаро
- П'єтраббонданте
- Поджо-Санніта
- Розелло
- Ск'яві-ді-Абруццо
- Вастоджирарді